# Il paziente inglese (romanzo)
Il paziente inglese (The English Patient) è un romanzo dello scrittore singalese naturalizzato canadese Michael Ondaatje, pubblicato nel 1992 e premiato con il Booker Prize a pari merito con Sacred Hunger di Barry Unsworth.
Narra la storia di quattro personaggi, una donna e tre uomini, molto diversi tra loro, rifugiati in una villa italiana a nord di Firenze sul finire della seconda guerra mondiale.
Nel 1996 il romanzo è stato trasposto nel film omonimo di Anthony Minghella, vincitore di nove premi Oscar.

## Trama
Il romanzo è ambientato negli anni della Campagna del Nordafrica e della Campagna d'Italia, durante la Seconda Guerra Mondiale. La narrazione è strutturata in maniera non lineare, spostandosi avanti ed indietro tra ricordi precedenti all'incidente del "paziente inglese"e gli eventi correnti, che si svolgono tra l'aprile e l'agosto 1945 in un convento devastato dai bombardamenti di Villa San Girolamo, nei dintorni di Firenze, occupato dai tedeschi e poi trasformato dagli alleati in un ospedale provvisorio. Qui uno sconosciuto, gravemente ustionato e privo di memoria, è accudito da Hana, una giovane infermiera dell'esercito canadese che sceglie di non seguire l’esercito alleato in via di smobilitazione per fermarsi ad assisterlo.
Tutto ciò che il Paziente inglese possiede è una copia consunta delle Storie di Erodoto, fittamente corredata di mappe, annotazioni personali e ritagli di altri libri, sopravvissuta all'incidente aereo che lo ha sfigurato. Grazie al libro che gli viene letto ad alta voce da Hana, egli riesce a ricordare dettagliatamente le sue esplorazioni nel deserto, nonostante non sia in grado di rammentare il suo stesso nome. Per chi gli ha finora prestato assistenza e per la stessa Hana è l' "inglese", ma si scoprirà invece in seguito che il misterioso uomo dal corpo deturpato è László Almásy, conte ungherese ed esploratore del deserto, membro di un gruppo britannico di cartografi.
Nella villa troveranno alloggio anche altri due personaggi: l' "uomo con le mani bendate", ossia l'italo canadese David Caravaggio a cui i nazisti hanno amputato i pollici, ladro e spia al servizio dell'intelligence britannica in Nordafrica e vecchio amico del padre di Hana, e Kirpal Singh, detto Kip, un tenente artificiere di origini sikh che ha il compito di individuare e disinnescare gli ordigni esplosivi lasciati dai tedeschi nella villa e nei suoi dintorni. Kip si legherà sentimentalmente ad Hana e diventerà amico di Almasy, il paziente inglese.
Sotto l'effetto della morfina somministratagli da Caravaggio che vuole indurlo a parlare perché confermi i sospetti che lui nutre sulla sua vera identità, Almásy comincia a rivelare il suo passato. Racconta la sua storia d'amore con Katharine Clifton, una donna inglese che con il marito Geoffrey accompagnava la squadra di cui lui faceva parte durante una spedizione nel deserto. La relazione fra i due si era bruscamente interrotta ad alcuni mesi dal suo inizio, per il timore maturato da Katherine delle conseguenze che avrebbe causato al marito, se ne fosse venuto a conoscenza.
In realtà Geoffrey, già al corrente della relazione, stava architettando un piano per uccidere entrambi e porre fine alla sua stessa vita. Dopo aver offerto ad Almasy di accompagnarlo al Cairo con il suo aereo e aver fatto salire a bordo la moglie, Geoffrey aveva diretto in picchiata il velivolo contro il rivale intento a fare segnalazioni a terra. Almasy si era salvato, Geoffrey era morto e Katharine era rimasta ferita. Essendo quest'ultima troppo debole per attraversare il deserto, Almásy aveva deciso di lasciarla nella Caverna dei Nuotatori per cercare aiuto, con la promessa di tornare a prenderla per portarla in salvo. Dopo diversi giorni di cammino in cerca di aiuto verso El Taj, controllata dalle forze britanniche, una volta giuntovi, a causa del suo nome straniero, era stato trattenuto con l'accusa di essere una spia. Nonostante avesse informato gli inglesi della situazione di pericolo in cui si trovava Katharine, questi non avevano organizzato alcun intervento di soccorso. Una volta rilasciato, Almásy si era messo al servizio dei tedeschi, aiutando le loro spie ad attraversare il deserto per arrivare al Cairo, nella speranza di poter in questo modo raggiungere Katharine. Sarebbe riuscito a ritornare nella Caverna solo dopo tre anni, nel 1942. Nel tentativo di riportare a casa il cadavere di Katharine, si sarebbe servito di un vecchio aereo sepolto sotto la sabbia, ma a causa di una perdita di carburante, il velivolo si era incendiato e dopo essere riuscito a paracadutarsi, Almásy privo di sensi e gravemente ferito era stato trovato e salvato dai beduini, trasportato in seguito alla base britannica di Siwa nel 1944, e imbarcato da Tunisi per l'Italia. Sottoposto a diversi interrogatori, nessuno era riuscito a stabilire chi fosse veramente, se un "traditore o alleato".
Al termine del racconto, Caravaggio rivela ad Almasy l'appartenenza di Geoffrey Clifton al servizio di intelligence britannico, confidandogli come lo stesso servizio fosse a conoscenza delle attività dell'avvenuta collaborazione del cartografo con i tedeschi, e di come gli inglesi fossero stati al corrente di tutti i suoi spostamenti nel deserto, lo sospettassero dell'assassinio di Katherine, e avessero intenzione di catturarlo e ucciderlo.
La storia si chiude con Kip che sconvolto dalla notizia del bombardamento di Hiroshima e Nagasaki da parte degli Stati Uniti, minaccia di uccidere il paziente, e poi fugge dalla villa a bordo di una moto.

## Personaggi

### Almásy
Il Conte László Almásy, il "paziente inglese", è il personaggio che dà il titolo al romanzo. Riceve le cure di Hana dopo essere stato sfigurato dalle ustioni seguite ad un incidente avvenuto fra la Libia e l'Egitto. Nonostante sia ungherese per nascita, non si identifica con alcuna comunità nazionale. Ha trascorso la maggior parte della sua vita nell'esplorazione del deserto, dove ha imparato tutto quello che sa e gli sono accadute le cose più importanti della sua vita. Almásy è un uomo capace, sicuro di sé e riflessivo, la cui carriera consiste interamente nella ricerca di siti archeologici e nella mappatura di terre disabitate. La sua capacità di giudizio e la sua razionalità vengono meno con l'arrivo di Katharine Clifton, con la quale inizia una relazione passionale, dopo averla sentita leggere le Storie di Erodoto ad alta voce intorno al fuoco. Katharine è la figura che connette Almásy all'elemento della sensualità, tema importante nel romanzo. Il rifiuto di un'identità nazionale sembra temperare il suo comportamento sleale: prima della guerra è al servizio degli inglesi in qualità di cartografo, in seguito usa le informazioni acquisite per introdurre spie tedesche nel Nordafrica.
Il personaggio è liberamente ispirato alla figura di László Almásy, un famoso esploratore che operava nel deserto in Egitto durante gli anni trenta e che aiutò la Germania durante la Seconda Guerra Mondiale. Il vero Almasy non fu vittima di ustioni, né morì in Italia. Sopravvisse alla guerra e morì nel 1951 a Salisburgo.

### Hana
Hana è un'infermiera dell'esercitò canadese, di appena vent'anni, figlia adottiva di Patrick Lewis, personaggio principale di "Nella pelle del leone" (In the Skin of a Lion), altro romanzo di Ondaatje pubblicato nel 1987, nel quale compariva anche il personaggio di David Caravaggio. Reduce dalle ferite inflittele dalla guerra (la morte del padre e dell'uomo amato, la perdita del figlio mentre è ancora incinta), ha un crollo emotivo ed impiega tutte le sue energie nella cura del paziente inglese, lavandogli le ferite e somministrandogli morfina. Quando l'ospedale dove opera viene abbandonato, smette la divisa, indossa abiti borghesi e si rifiuta di andarsene con il resto dell'esercito per rimanere con lui, riservandogli incondizionata dedizione, incurante della propria incolumità. Hana definisce il paziente inglese "un santo desolato" che lei intende proteggere, e si innamora della sua natura che considera pura. I suoi sentimenti verso Almasy rimangono solamente platonici, mentre Hana e Kip avranno una relazione sentimentale. Considera Caravaggio, vecchio amico di famiglia, che nutre per lei sentimenti ambivalenti, una sorta di padre putativo, uno "zio".

### Kip

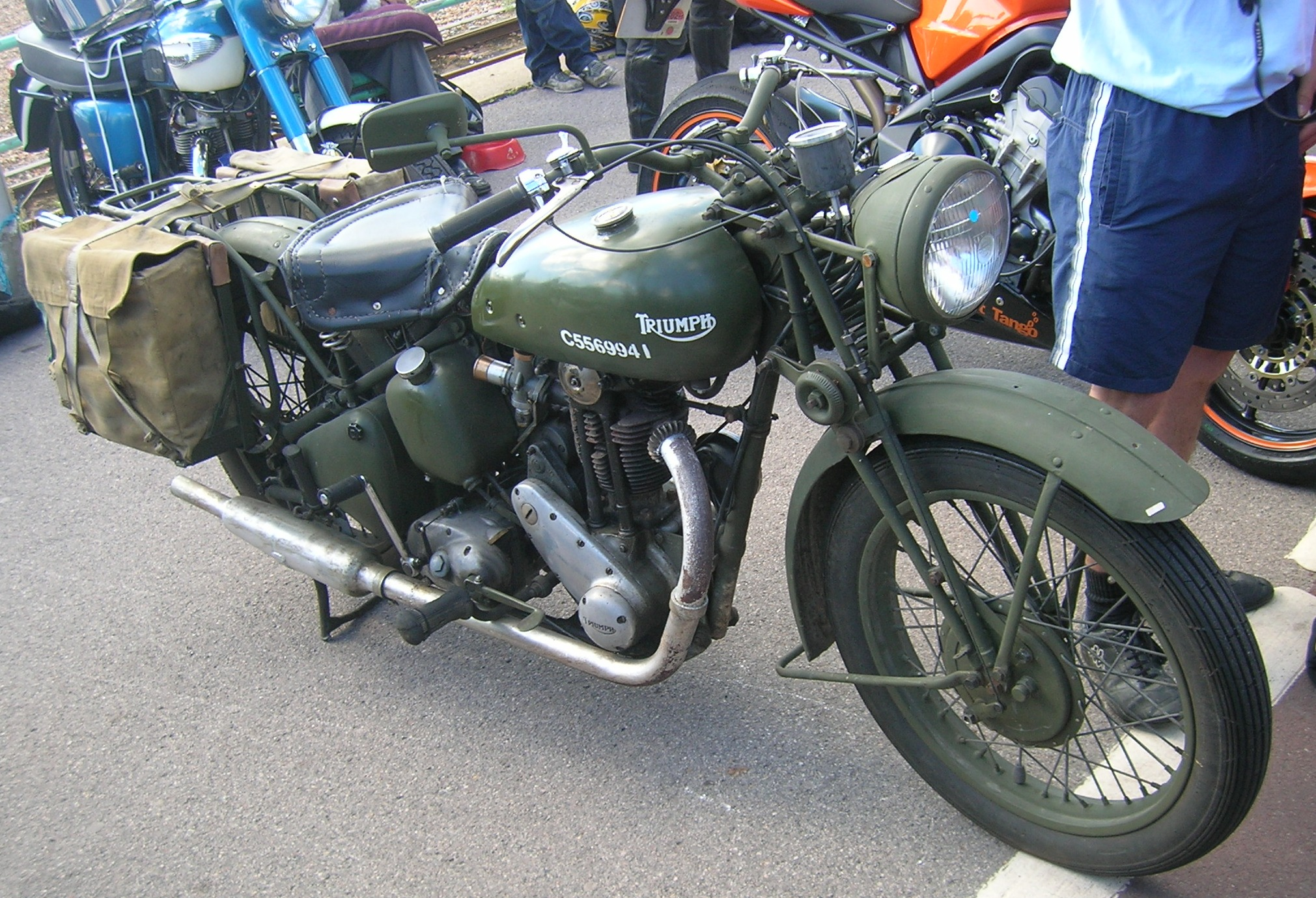
Triumph 3HW 350cc la motocicletta usata da Kip nel romanzo.

Personaggio complesso ed elusivo, Kirpal "Kip" Singh è un indiano sikh, artificiere al servizio dell'esercito inglese agli ordini di Lord Suffolk. Questo atto di patriottismo non è condiviso dal fratello, fervente nazionalista indiano con un profondo risentimento verso l'occidente colonizzatore. Lo scetticismo dei suoi commilitoni bianchi nei suoi confronti non permette a Kip di sviluppare un vero senso di appartenenza a questa comunità. Il suo distacco emotivo diventa ancora più pronunciato alla morte - dovuta alla fallita operazione di disinnesco di un ordigno - di Lord Suffolk, un eccentrico nobile inglese che lo aveva accolto come un amico nel suo reparto e gli aveva insegnato il mestiere. Durante la sua permanenza nella villa, Kip comincia a sentirsi parte integrante della vita delle persone che vi abitano ed acquista sicurezza di sé grazie alla relazione amorosa con Hana, nonostante il lavoro di artificiere gli avesse insegnato a diffidare di tutto e tutti. Egli percepisce le interazioni tra gli abitanti della Villa, come quelle di un gruppo che non tiene conto della nazionalità. Quando viene però a conoscenza del bombardamento di Hiroshima e Nagasaki e delle atrocità commesse dagli occidentali, rimane sconvolto, e dopo aver minacciato di uccidere Almásy con una pistola, fugge dalla villa in sella ad una moto.Tornerà in India per riprendere la vita inizialmente pianificata per lui: nelle ultime pagine del romanzo si apprenderà che è diventato un medico, si è sposato e ha due figli, e che non smetterà mai di ricordare gli eventi vissuti in Italia e l'importanza che Hana ha avuto nella sua vita.
Charles "Jack" Howard, XX Conte di Suffolk, fu un personaggio realmente esistito, impegnato nello smaltimento bellico durante la seconda guerra mondiale e deceduto nel tentativo di disattivare un ordigno esplosivo.

### David Caravaggio
David Caravaggio è un ladro canadese, al servizio dell'intelligence britannica, amico di vecchia data del padre di Hana, e intenzionato ad aiutare la ragazza facendola desistere dalla sua intenzione di "rinunciare al mondo per amare un fantasma". Al suo arrivo alla Villa viene presentato come "l'uomo con le mani bendate". Le bende gli coprono i pollici amputati, conseguenza dell'interrogatorio a cui lo hanno sottoposto i tedeschi. Ricorda di come Ranuccio Tommasoni avesse ordinato la tattica per interrogarlo: è questo un riferimento all'uomo realmente esistito ed ucciso dal Caravaggio pittore, nel 1608.
Le ripercussioni mentali e fisiche della tortura hanno minato il suo temperamento e la sua abilità nel rubare. Egli è al corrente delle vicende di Almasy in Nordafrica, e sospetta che il paziente inglese, con il quale condivide una forte dipendenza dalla morfina, sia proprio il cartografo ungherese passato al servizio dei tedeschi a cui i servizi inglesi stanno dando la caccia. Decide di farlo confessare "per il bene di Hana" somministrandogli una forte dose di droga e alcol. Quando lo sconosciuto svelerà il proprio passato confermando i suoi sospetti, non proverà però nei suoi confronti né odio né avversione, confessandogli anzi di essersi affezionato a lui più che a gran parte delle persone con cui aveva lavorato, e aggiungerà: "Non ha più importanza da quale parte stava durante la guerra". "E' a posto. Possiamo lasciarlo in pace".
Come personaggio è presente anche nelle vicende narrate in "Nella pelle del leone", considerato il prequel de "Il paziente inglese".

### Katharine Clifton
Donna indipendente e dal carattere forte, Katharine è la moglie di Geoffrey Clifton, amico d'infanzia. Nel 1936 dopo essersi laureati alla Oxford University, i due si sposano e partono per il Nordafrica per prendere parte alla spedizione di Almasy. Katharine è un'avida lettrice di libri, soprattutto sull'Egitto ed il deserto. La lettura ad alta voce ai membri della spedizione de Le Storie di Erodoto fornitele da Almasy, in particolare la novella di Gige e Candaule, ispirerà l'innamoramento di Almasy, di quindici anni più vecchio di lei. La relazione si interromperà a causa dei sensi di colpa di Katharine nei confronti del marito e dell'incomprensione maturata fra i due amanti sul significato della loro relazione. Nonostante i due abbiano cessato ogni rapporto da circa un anno, Geoffrey, al corrente del tradimento della moglie, cercherà di ucciderli e sopprimere se stesso facendo schiantare su Almásy l'aereo sul quale stanno volando lui e Katharine. Sarà lui la sola vittima.

### Geoffrey Clifton
Geoffrey è il marito tradito di Katharine, in missione segreta per conto del governo britannico al fine di produrre mappe aeree dettagliate del Nordafrica. La sua partecipazione alla spedizione di Almásy è solamente una copertura. Per portare a termine la sua missione, lascia la moglie nel deserto con il gruppo di esploratori, e questa sua assenza consentirà l'avvio della relazione di Katharine con Almásy.
I personaggi di Geoffrey e Katharine Clifton sono liberamente basati su Sir Robert Clayton East-Clayton, appartenente ad una lunga stirpe di baronetti inglesi, e la moglie Dorothy, entrambi piloti. Robert Clayton e László Almásy parteciparono insieme ad alcune spedizioni.

### Madox
Madox è il migliore amico di Almasy durante la spedizione. Egli sceglie di vivere nel deserto per studiare le caratteristiche del territorio e farne rapporto alla Reale Società Geografica. Fino allo scoppio della guerra vive in pace e in armonia con le tribù del deserto, dimenticando la propria origine. Porta sempre con sé una copia di Anna Karenina.
Tornato in Inghilterra dopo l'inizio della guerra, si suicida in chiesa sparandosi con la pistola che portava nel deserto, dopo aver ascoltato un sermone dai toni sciovinisti in favore del conflitto.

## Analisi
Christopher McVey ha discusso la relazione tra corpo umano, storia e nazione, tre temi ricorrenti e interconnessi nella narrazione. In particolare, il romanzo si interroga sui temi di appartenenza nazionale e comunità, mentre allo stesso tempo ambisce a trascendere dai concetti di nazione e storia. L'ambivalenza viene materializzata attraverso l'uso del corpo, che ne "Il Paziente Inglese" verrebbe utilizzato come canale verso il passato e mezzo per rivendicare il passato stesso.
Amy Novak e Mirja Lobnik hanno analizzato separatamente il ruolo della memoria collettiva e individuale, e la particolare attenzione assegnata da Ondaatje alla dimensione orale del linguaggio. La cultura occidentale, storicamente, ha assegnato un'importanza maggiore alla parola scritta o stampata come strumento principale per l'organizzazione e la trasmissione della conoscenza. Nel romanzo, forse anche grazie alle origini orientali di Ondaatje, verrebbe valorizzata, al contrario, la dimensione orale del linguaggio, attraverso la quale verrebbe enfatizzata la temporalità dell'esistenza umana, la volatilità del passato e, implicitamente, le nozioni di progresso e trasformazione. Numerose allusioni all'aria, al respiro e alla bocca umana, presenti nel romanzo, evocherebbero immagini collegate all'oralità.
Thomas Harrison e Rachel Friedman hanno esaminato le citazioni e l'uso di Erodoto all'interno de "Il paziente Inglese", individuando le affinità tra lo storico greco ed Ondaatje nell'interesse verso un nuovo modello di identità nazionale in grado di trascendere i confini artificiali e l'attaccamento alla patria o alla terra. Almásy vede il deserto come un luogo che ha il potere di cancellare confini nazionali e identità, e trova in Erodoto un altro amante di questi spazi e uno scrittore aperto a molteplici storie, ruoli e punti di vista. Non solo si identifica con lui ma desidera implementare la narrazione originale delle Storie con la sua esperienza.
Madhumalati Adhikari ha analizzato il modo in cui Ondaatje, attraverso la letteratura, sarebbe riuscito a capovolgere la narrazione storica scientifica della seconda guerra mondiale. Il punto di vista del paziente riscriverebbe la storia empirica cercando la realtà nella dimensione dell'esperienza umana e ponendo al centro dell'azione le emozioni dei personaggi. Le esperienze passate verrebbero percepite in maniera diversa e reinterpretate alla luce del presente; la narrazione canonica della seconda guerra mondiale costruita dal punto di vista dei vincitori, rivista attraverso gli occhi di Kip assumerebbe una connotazione anti-coloniale.
Josef Pesch sostiene che "Il paziente inglese" è un libro appartenente alla letteratura post-apocalittica. L'apocalisse sarebbe rappresentata dalla seconda guerra mondiale, durante la quale tutti i personaggi, a modo loro, perderebbero battaglie ed identità. Dalle narrative non lineari dei protagonisti, emergerebbe la visione di una guerra atipica, rappresentata da diversi aspetti e percezioni del conflitto.
Maria Cristina Duarte analizza il significato simbolico di acqua, vento, fuoco e deserto all'interno del romanzo, sostenendo l'intenzionalità della ripetizione di questi elementi da parte di Ondaatje, al fine di supportare la costruzione e l'elaborazione dei personaggi e della storia.
Stephanie M. Hilger situa "Il paziente inglese" nella tradizione letteraria occidentale che ha per tema l' "altro" culturale (lo straniero), minando l'opposizione tra "civiltà" e "barbarie" ma, allo stesso tempo, forzando in definitiva i personaggi all'interno delle stesse divisioni binarie che si intendevano smantellare durante tutta la narrazione ("bianchi" e "marroni", "colonizzatori" e "colonizzati", "globalizzazione" e "nazionalismo"). Hilger suggerisce infine che la mutilazione fisica del protagonista rappresenterebbe una metafora del sentimento di disintegrazione presente nella coscienza collettiva postcoloniale e post seconda guerra mondiale.

## Traduzioni in italiano
- Michael Ondaatje, Il paziente inglese, traduzione di Marco Papi, collana Narratori Moderni, Garzanti, 1993 ISBN 88-11-66274-5
- Michael Ondaatje, Il paziente inglese, traduzione di Marco Papi, collana Gli Elefanti, Garzanti, 1998 ISBN 88-11-66832-8
- Michael Ondaatje, Il paziente inglese, traduzione di Marco Papi, collana Nuova Biblioteca Garzanti, Garzanti, 2004 ISBN 88-11-68301-7

## Premi
Il romanzo ha vinto le edizioni del 1992 del Booker Prize e del Governor General's Award.

## Opere derivate
Dal libro è stato tratto il film omonimo del 1996, diretto da Anthony Minghella, con Ralph Fiennes, Kristin Scott Thomas, Willem Dafoe, Colin Firth e Juliette Binoche. Il film ha ricevuto nove Oscar alla 69ª edizione degli Academy Awards, inclusi "miglior film" e "miglior regista".